# Список символов штатов США (млекопитающие)
Список млекопитающих — символов штатов США включает в себя млекопитающих, признанных официальными символами того или иного штата США. В некоторых штатах существует несколько таких символов — обычное млекопитающее, морское млекопитающее и домашнее животное. В некоторых штатах символа-млекопитающего не существует. Наиболее часто выбираемым символом-млекопитающим является белохвостый олень (11 штатов).
| Айдахо            | - Аппалуза |
| Алабама           | - Барибал (2006) - Racking Horse (1975) |
| Аляска            | - Аляскинский лось (1998) - Гренландский кит (1983) - Аляскинский маламут (2010)                                                                                            |
| Аризона           | - Североамериканский какомицли |
| Арканзас          | - Белохвостый олень |
| Вайоминг          | - Американский бизон |
| Вашингтон         | - Олимпийский сурок - Косатка |
| Вермонт           | - Лошадь Моргана |
| Виргиния          | - Corynorhinus - Американский фоксхаунд (1966) |
| Висконсин         | - Американский барсук - Белохвостый олень - Молочная корова |
| Гавайи            | - Горбатый кит (1979) |
| Джорджия          | - Северный гладкий кит (1985) |
| Западная Виргиния | - Барибал - Виргинский опоссум |
| Иллинойс          | - Белохвостый олень (1982) |
| Калифорния        | - Гризли - Серый кит |
| Канзас            | - Американский бизон (1955) |
| Кентукки          | - Каролинская белка (1968) - Чистокровная верховая (1996) |
| Колорадо          | - Толсторог |
| Коннектикут       | - Кашалот |
| Луизиана          | - Барибал - Леопардовая собака Катахулы (1979) |
| Массачусетс       | - Северный гладкий кит (1970) - Лошадь Моргана (1983) - Бостон-терьер (1979) - Табби (1988)                                                                                 |
| Миссисипи         | - Белохвостый олень (1974) - Афалина (1974) |
| Миссури           | - Миссурийский мул - Missouri Fox Trotter (2002) |
| Мичиган           | - Белохвостый олень (1997) |
| Монтана           | - Гризли |
| Мэн               | - Американский лось - Мейн-кун |
| Мэриленд          | - Чистокровная верховая (2003) - Чесапик бэй ретривер (1964) - Трёхцветная кошка (2001)                                                                                     |
| Небраска          | - Белохвостый олень (1981) |
| Невада            | - Пустынный толсторог (1973) |
| Нью-Гэмпшир       | - Белохвостый олень (1983) - Чинук (2009) |
| Нью-Джерси        | - Лошадь |
| Нью-Йорк          | - Канадский бобр |
| Нью-Мексико       | - Барибал - Ягуар |
| Огайо             | - Белохвостый олень (1988) |
| Оклахома          | - Американский бизон (1972) - Белохвостый олень |
| Орегон            | - Канадский бобр (1969) |
| Пенсильвания      | - Белохвостый олень (1959) - Немецкий дог (1965) |
| Северная Дакота   | - Лошадь Нокота |
| Северная Каролина | - Каролинская белка - Плотт-хаунд (1989) |
| Теннесси          | - Енот-полоскун (1972) - Теннессийская прогулочная лошадь (2000) |
| Техас             | - Девятипоясный броненосец (1995) - Техасская длиннорогая корова (1995) - Бразильский складчатогуб (1995) - Бурская коза - American Quarter Horse (2009) - Блю-лейси (2005) |
| Флорида           | - Флоридская пума (1982) - Американский ламантин (1975) - Афалина (1975) |
| Южная Дакота      | - Койот (1949) |
| Южная Каролина    | - Белохвостый олень (1972) - Бойкин-спаниель (1985) |
| Юта               | - Cervus canadensis nelsoni (1971) |